# 屈朗 (阿韦龙省)
屈朗（法語：Curan，法語發音：[kyʁɑ̃]）是法国阿韦龙省的一个市镇，属于米约区。

## 地理
屈朗（44°12'0"N, 2°51'15"E）面积41.18 平方千米，位于法国奧克西塔尼大區阿韦龙省，该省份为法国南部内陆省份，位于法國中央高原南部，北起顺时针与康塔爾省、洛泽尔省、加尔省、埃罗省、塔恩省、塔恩-加龙省和洛特省接壤。
与屈朗接壤的市镇（或旧市镇、城区）包括：卡斯泰尔诺佩盖罗尔、普拉德萨拉尔、圣博泽利、圣洛朗德莱韦祖、萨勒屈朗、塞居尔、韦赞德莱韦祖。

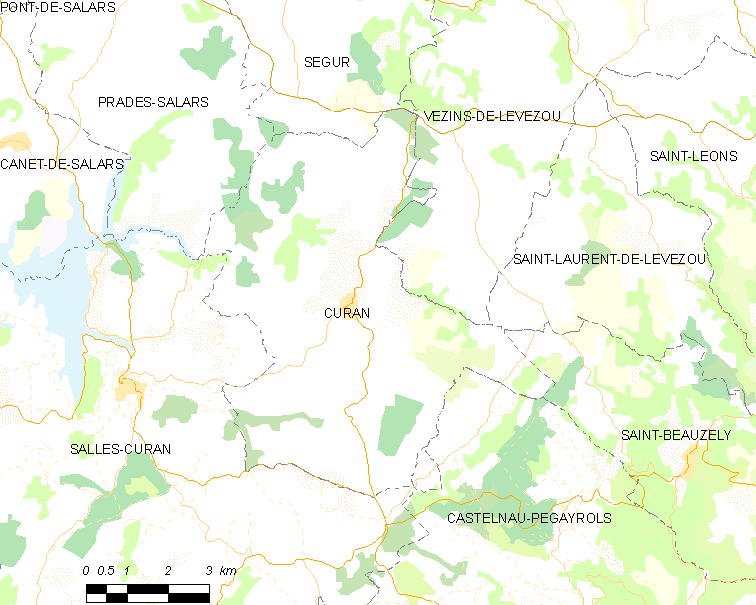
的OSM定位图

屈朗的时区为UTC+01:00、UTC+02:00（夏令时）。

## 行政
屈朗的邮政编码为12410，INSEE市镇编码为12307。

## 政治
屈朗所属的省级选区为拉斯普-莱韦祖县。

## 人口

1962-2008年间人口变化图示

屈朗于2022年1月1日时的人口数量为302人。